# Frederick Edwin Smith, 1. hrabě z Birkenheadu
Frederick Edwin Smith, 1. hrabě z Birkenheadu (Frederick Edwin Smith, 1st Earl of Birkenhead, 1st Viscount Furneaux, 1st Viscount Birkenhead, 1st Baron Birkenhead, 1st Baronet Smith of Birkenhead) (12. července 1872, Birkenhead, Anglie – 30. září 1930, Londýn, Anglie) byl britský právník a politik. Původně byl úspěšným advokátem, od roku 1906 poslancem Dolní sněmovny za Konzervativní stranu. V koaličních vládách za první světové války zastával funkce generálního prokurátora a právního zástupce koruny, později byl lordem kancléřem (1919-1922). V roce 1922 získal titul hraběte, nakonec byl ministrem pro Indii. Uplatnil se mimo jiné jako spisovatel. Patřil k blízkým přátelům a spolupracovníkům Winstona Churchilla.

## Kariéra

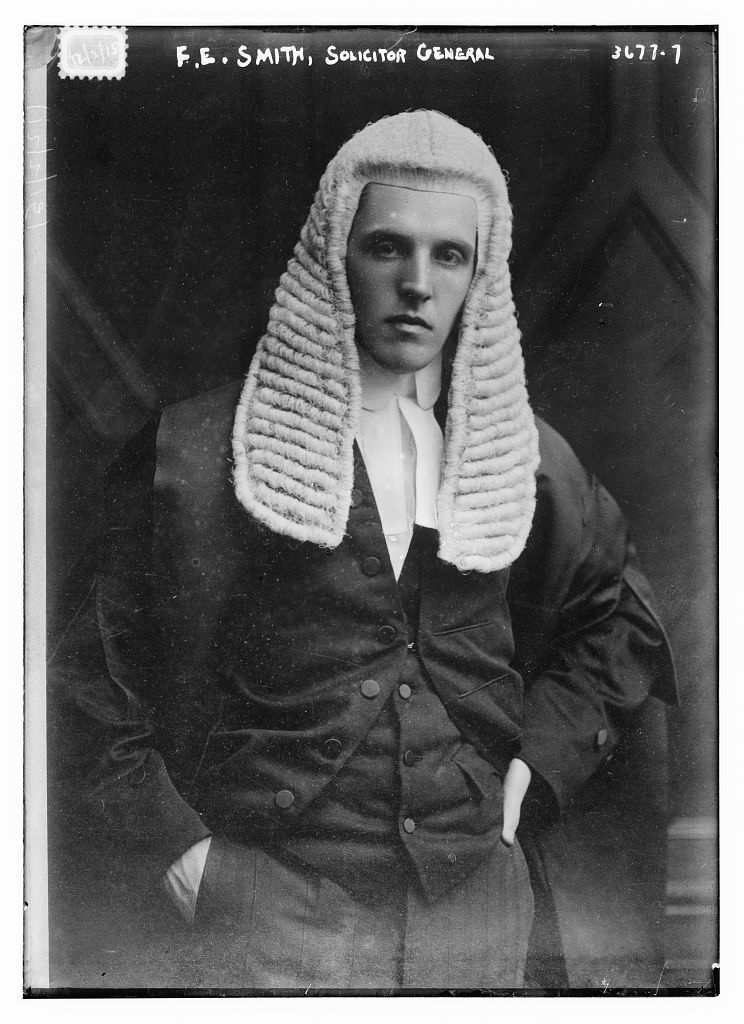
Sir Frederick Edwin Smith jako nejvyšší státní zástupce (1915)

Narodil se ve městě Birkenhead, od jehož názvu byly později odvozeny jeho šlechtické tituly, byl synem právníka Fredericka Smitha (†1887). Vystudoval práva v Oxfordu a poté působil jako advokát. V Liverpoolu a později v Londýně vynikl jako jeden z nejlepších a také nejlépe placených obhájců v Anglii. V letech 1903 a 1905 neúspěšně kandidoval ve volbách, nakonec byl poslancem Dolní sněmovny za Konzervativní stranu v letech 1906-1918. Od roku 1908 byl královským justičním radou, v roce 1911 byl jmenován členem Tajné rady. Na počátku první světové války krátce sloužil v armádě a dosáhl hodnosti podplukovníka. Poté zastával nejvyšší funkce v justiční správě, byl nejvyšším státním zástupcem (solicitor general, 1915) a právním zástupcem koruny (attorney general, 1915-1919). V roce 1915 byl povýšen do šlechtického stavu, v roce 1918 obdržel titul baroneta a v roce 1919 s titulem barona z Birkenheadu vstoupil do Sněmovny lordů.
V letech 1919-1922 byl lordem kancléřem (od 17. století byl nejmladším vykonavatelem tohoto postu), z titulu této funkce zároveň předsedal Sněmovně lordů. Sehrál důležitou úlohu v jednáních o oddělení Severního Irska od Spojeného království, v roce 1921 byl povýšen na vikomta a nakonec v roce 1922 získal titul hraběte. V Baldwinově vládě byl v letech 1924-1928 státním sekretářem pro Indii. Měl dlouhodobé problémy s alkoholismem, zemřel následem cirhózy jater.
Ve dvacátých letech zastával řadu čestných postů ve správě univerzit, byl nejvyšším hofmistrem univerzity v Oxfordu (1922), rektorem univevzity v Glasgow (1922-1925) a rektorem univerzity v Aberdeenu (1927). Získal čtyři čestné doktoráty na anglických univerzitách, stál také ve vedení několika firem a v roce 1928 obdržel Řád indické hvězdy.

## Rodina
S manželkou Margaret Furneaux (1879-1968) měl tři děti. Dcera Eleaonor Smith (1902-1945) byla spisovatelkou, mladší dcera Pamela (1915-1982) byla manželkou barona Hartwella, vydavatele Daily Telegraph. Dědicem titulů byl syn Frederick Smith, 2. hrabě z Birkenheadu (1907-1975), který krátce působil jako parlamentní tajemník na ministerstvu zahraničí a proslul jako autor několika biografií. Jeho synem Frederickem Smithem (1936-1985) titul hraběte z Birkenheadu zanikl.